# Leptolalax isos
Leptolalax isos es una especie de anfibio anuro de la familia Megophryidae.

## Distribución geográfica
Esta especie habita en Vietnam y Camboya entre los 650 y 1100 m de altitud en la meseta de Kon Tum.

## Descripción
Los machos miden de 23.7 a 27.9 mm y las hembras de 28.6 a 31.5 mm. Esta rana también tiene ojos naranjas.

## Publicación original
- Rowley, Stuart, Neang, Hoang, Dau, Nguyen & Emmett, 2015 : A new species of Leptolalax (Anura: Megophryidae) from Vietnam and Cambodia. Zootaxa, n.º 4039(3), p. 401–417.[3]